# Muršiliš
Muršili II je bio vladar Hetitskog Carstva (Novo kraljevstvo) od cca. 1322. pr. Kr. do cca. 1290. pr. Kr. Bio je mlađi sin Suppiluliume I, jednog od najmoćnijih vladara u hetitskoj povijesti. Prije dolaska na prijestolje služio je kao Načelnik dvorske garde (GAL MEŠEDI) za vrijeme kratke vladavine svog brata Arnuwande II.
Napisao je Molitve za spas duše od kuge.